# Nostra Signora del Sacro Cuore
Nostra Signora del Sacro Cuore (známý také jako San Giacomo degli Spagnoli) je katolický kostel v Římě zasvěcený panně Marii, stojící na Piazza Navona.

## Historie
Původní kostel byl postaven na ruinách Domitianova stadionu ve 12. století. Nová budova byla postavena k výročí Svatého roku 1450 na zakázku Enrika Kastilského, syna krále Ferdinanda III. Fasáda, jejíž průčelí bylo původně na opačné straně, byla navržena Rossellinem.
Od roku 1506 byl kostel národním kostelem Španělů v Římě. Po dokončení Santa Maria in Monserrato degli Spagnoli v 17. století, se španělská komunita přesunula do nového kostela.
Papež Lev XIII. budovu, která byla v dezolátním stavu, nechal renovovat na konci 19. století. V této době byl hlavní vchod přemístěn na stranu Piazza Navona. Apsida a transept byly zbořeny roku 1938, aby uvolnily místo pro Corso del Rinascimento.

## Interiér
Většina uměleckých děl a náhrobků byla přenesena do Santa Maria de Monserrato degli Spagnoli.
Zbyly pouze některé renesanční práce jako chór z barevného mramoru a mramorové pozadí hlavního oltáře.
Neporušená zůstala také kaple San Giacomo.